# 赫連
赫連（かくれん）は、漢姓のひとつ。『百家姓』の417番目。5世紀の赫連勃勃に由来する。

## 由来
赫連の由来ははっきりしている。匈奴屠各種から分かれた鉄弗部出身で、夏国を建国した勃勃が、鳳翔元年（413年）に姓を劉から赫連に改めたことにはじまる。「赫連」という言葉は、天子が「徽赫として（美しくかがやき）天に連なる」というところから考えられたものだという。
夏国はあまり長く続かなかったが、赫連姓の人物は夏の滅亡後にも何人か文献に記録されている。
唐代になると、匈奴と関係なさそうな人物も登場する。晩唐の漳浦（福建省）に赫連韜という人がいたという。

## 著名な人物
- 赫連勃勃 - 五胡十六国の夏を建国した人物。赫連氏の祖。
- 赫連昌 - 夏の第2代皇帝。赫連勃勃の子。
- 赫連定 - 夏の第3代皇帝。赫連昌の弟。
- 赫連皇后 - 北魏太武帝の皇后。赫連勃勃の娘。
- 赫連子悦 - 北魏・東魏・北斉の政治家。
- 赫連達 - 西魏・北周の軍人。
- 赫連鐸（中国語版） - 唐末の吐谷渾の軍人。李克用に殺された。